# Slavonic pagan metal
Slavonic pagan metal ("Slavisch heidens metaal") is een richting in de pagan metal waarin de teksten zich concentreren op de oude Slavische levenswijzen en mythologie. Wellicht ten overvloede: de meeste vertegenwoordigers van het genre komen uit de Slavische staten, hoewel sommige gevestigd zijn in andere landen, zoals de band Anthropolatri. De leden komen uit Oekraïne maar wonen in Duitsland.

## Voorbeelden van bands
Meestal zijn de teksten antichristelijk in die zin dat ze teruggrijpen naar de oude levenswijzen en godsdiensten en het leven in de natuur, van voordat de Slavische volkeren werden gekerstend. Voorbeelden van zulke bands zijn: 
- Arkona, Rusland. De nummers hebben een sterke invloed uit de Russische folklore. Er zijn zelfs Russische volksliedjes vermengd met metal uitgevoerd: Oi to ne vecher... van het album Lepta. (Er is nog een Russische band genaamd Arkona, die thans haar naam heeft veranderd in Varyag en er racistische ideeën op na houdt. Ook is er een band uit Polen die zo heet.)

- Kamaedzitca, Wit-Rusland.

- Gods Tower, Wit-Rusland.

- Butterfly Temple, Rusland.

- Pagan Reign, Rusland.

- Slavland, Polen.

- Algor, Slovenië.

De stijl overlapt gedeeltelijk de NSBM, black metal met nationaalsocialistische songteksten. Hoewel de discussies woeden of mensen van Slavische afkomst nazi's kunnen zijn, geldt Oost-Europa als een goede leverancier van nationalistische en racistische muziek. Nu de definitie van "het Arische ras" is herzien, vallen niet alleen de Germaanse volkeren onder de noemer Arisch maar ook de Slaven, Balten, Grieken, Romanen, kortom: alle blanken die oorspronkelijk uit Europa komen. Echter is het antisemitisme en anticommunisme nog net zo vurig als in het Derde Rijk. Daarnaast zijn de bands in de fans vaak tegen de islam gekant, omdat deze godsdienst sterk op het christendom lijkt en bovendien erg actueel is. Vele bands hebben verbindingen met het Pagan Front, een organisatie voor uitgaat van de superioriteit van de blanke Europeanen en de wereld terug wil brengen naar het heidendom. Enkele belangrijke voorbeelden van NSBM-bands uit Oost-Europa die het Slavische heidendom bezingen:
- Temnozor, Rusland. De teksten concentreren zich op oorlog, Slavische goden, de natuur en Russisch nationalisme. Een enkele keer komt het racisme expliciet aan bod: in sommige teksten horen we "de roep van het blanke ras" en "de macht van het hogere ras". In een nummer wordt het blanke ras poëtisch aangeduid als "White thunder": "By fires and muder white thunder roars".

- Drudkh, Oekraïne. In de teksten komt het nationaalsocialisme niet aan bod, hoewel de band een T-shirt heeft uitgebracht met de tekst "Art for white intellectual elite". Bovendien hebben andere projecten van de leden, zoals Hate Forest en Astrofaes wel een duidelijk nazistisch karakter.

- Nokturnal Mortum, Oekraïne.

- Graveland, Polen.

- Forest, Rusland.

- Dub Buk, Oekraïne.

- Kroda, Oekraïne.

## Fans
Onder de fans zijn velen die zich achter de nazistische ideeën scharen, maar niet uitsluitend. De meningen over de vraag of Slaven nazi's kunnen zijn, zijn verdeeld. Sommigen vinden dat het nazisme is gestorven met Adolf Hitler en per definitie anti-Slavisch is. Anderen menen dat mensen van Slavische afkomst wel degelijk nationaalsocialisten kunnen zijn, omdat de Slaven net zo blank zijn als de Germanen. Men gelooft dat men Hitler niet in alles hoeft op te volgen of zelfs dat Hitler de Slaven niet als minderwaardig beschouwde. Dit zou een leugen zijn, bedoeld om tweedracht te zaaien onder de vermeende Arische volkeren. Ook de Holocaustontkenning komt men tegen.